# Theodor Bail
Carl Adolf Emmo Theodor Bail (* 5. Mai 1833 in Haynau, Provinz Schlesien; † 30. September 1922 in Danzig) war ein deutscher Lehrer, Botaniker und Mykologe. Sein botanisch-mykologisches Autorenkürzel lautet „Bail“.
Nachdem er 1857 an der Universität Breslau mit der Arbeit De faece cerevisiae promovierte, war er dort tätig. 1857 wurde er als Mitglied der Deutschen Akademie der Naturforscher Leopoldina mit dem Beinamen de Flotow aufgenommen. Von 1862 bis 1900 war er im Schuldienst in Danzig tätig. 1882 wurde ihm der Titel Professor verliehen.

## Veröffentlichungen
- Das System der Pilze, 1858, Ergänzung zu Esenbeck von 1837 (Volltext in der Google-Buchsuche) doi:10.5962/bhl.title.5398
- Mykologische studien besonders über die entwicklung der Sphaeria typhina, Pers. Jena 1861 doi:10.5962/bhl.title.45290
- Die wichtigsten Sätze der neueren Mycologie, Jena 1861 (Volltext in der Google-Buchsuche)
- Neue Botanik, Danzig 1894
- Neuer methodischer Leitfaden für den Unterricht in der Botanik in engem Anschlusse an die Lehrpläne der höheren Schulen Preussens von 1891 : Mit zahlreichen in den Text gedruckten Holzschnitten und 2 Tafeln, Leipzig 1899 (Digitalisat)
- Neuer methodischer Leitfaden für den Unterricht in der Botanik und in der Zoologie entsprechend den Lehrplänen und Lehraufgaben für die höheren Schulen in Preussen 1901